# Střednice
Střednice jsou vesnice, část obce Vysoká v okrese Mělník ve Středočeském kraji. Nachází se asi jeden kilometr západně od Vysoké. Je zde evidováno 59 adres. Trvale zde žije 239 obyvatel.
Střednice jsou také název katastrálního území o rozloze 4,73 km².

## Historie
První písemná zmínka o vesnici pochází z roku 1398.

## Obyvatelstvo
| Rok            | 1869 | 1880 | 1890 | 1900 | 1910 | 1921 | 1930 | 1950 | 1961 | 1970 | 1980 | 1991 | 2001 | 2011 | 2021 |
| -------------- | ---- | ---- | ---- | ---- | ---- | ---- | ---- | ---- | ---- | ---- | ---- | ---- | ---- | ---- | ---- |
| Počet obyvatel | 183  | 208  | 218  | 282  | 251  | 270  | 291  | 180  | 205  | 211  | 289  | 235  | 239  | 232  | 286  |
| Počet domů     | 19   | 21   | 23   | 28   | 34   | 38   | 46   | 46   | 46   | 47   | 42   | 49   | 51   | 58   | 58   |

## Obecní správa
Při sčítání lidu v letech 1850–1960 Střednice byly osadou obce Strážnice v okrese Mělník. Od 1. července 1960 jsou částí obce Vysoká v okrese Mělník.